# Igualada
Igualada és una ciutat i municipi, capital de la comarca de l'Anoia, Catalunya. El municipi és a uns 55 km a l'oest de Barcelona, a l'interior de Catalunya i s'estén a l'esquerra del riu Anoia, en el curs mitjà.

## Geografia
- Llista de topònims d'Igualada (Orografia: muntanyes, serres, collades, indrets..; hidrografia: rius, fonts...; edificis: cases, masies, esglésies, etc).

### Descripció geogràfica
La ciutat d'Igualada està situada al est de l'Anoia, a 315,8 metres sobre el nivell de la mar, en el centre de la fossa d'erosió que rep el nom de conca d'Òdena. El municipi limita al nord i a l'oest amb el terme d'Òdena, a l'est amb Vilanova del Camí i al sud amb l'Anoia, que serveix de partió amb el terme de Santa Margarida de Montbui.
El relleu del terme igualadí és poc accidentat, només trencat per algunes alineacions de turons. El seu terme municipal, amb tan sols 8.29 km², és ocupat quasi totalment pel sòl urbà. És, de fet, un dels municipis més petits geogràficament de la comarca, però amb la densitat de població més alta del territori, amb 5.046,3 hab/km².

### Clima
El clima d'Igualada és mediterrani continental subhumit, Cfa segons la classificació climàtica de Köppen. Els estius són secs i calorosos, i els hiverns freds, amb glaçades freqüents de novembre a abril i de vegades alguna nevada.
La temperatura mitjana anual és de 13,9 °C. La mitjana al mes de gener és de 5,7 °C, mentre que a l'agost és de 23,7 °C, causant una oscil·lació tèrmica anual de 15,5 °C.
| Dades climàtiques a Igualada           | Dades climàtiques a Igualada | Dades climàtiques a Igualada | Dades climàtiques a Igualada | Dades climàtiques a Igualada | Dades climàtiques a Igualada | Dades climàtiques a Igualada | Dades climàtiques a Igualada | Dades climàtiques a Igualada | Dades climàtiques a Igualada | Dades climàtiques a Igualada | Dades climàtiques a Igualada | Dades climàtiques a Igualada | Dades climàtiques a Igualada |
| Mes                                    | gen                          | febr                         | març                         | abr                          | maig                         | juny                         | jul                          | ag                           | set                          | oct                          | nov                          | des                          | anual                        |
| -------------------------------------- | ---------------------------- | ---------------------------- | ---------------------------- | ---------------------------- | ---------------------------- | ---------------------------- | ---------------------------- | ---------------------------- | ---------------------------- | ---------------------------- | ---------------------------- | ---------------------------- | ---------------------------- |
| Màxima rècord °C (°F)                  | 23.8 (74.8)                  | 21.0 (69.8)                  | 27.3 (81.1)                  | 30.6 (87.1)                  | 32.6 (90.7)                  | 38.8 (101.8)                 | 39.6 (103.3)                 | 40.0 (104)                   | 34.2 (93.6)                  | 32.4 (90.3)                  | 25.2 (77.4)                  | 18.0 (64.4)                  | 40.0 (104)                   |
| Màxima mitjana °C (°F)                 | 11.7 (53.1)                  | 13.6 (56.5)                  | 16.9 (62.4)                  | 18.7 (65.7)                  | 23.5 (74.3)                  | 25.3 (77.5)                  | 31.7 (89.1)                  | 31.3 (88.3)                  | 27.2 (81)                    | 22.0 (71.6)                  | 14.4 (57.9)                  | 12.8 (55)                    | 20.7 (69.3)                  |
| Mitjana diària °C (°F)                 | 5.7 (42.3)                   | 6.6 (43.9)                   | 9.6 (49.3)                   | 11.5 (52.7)                  | 16.2 (61.2)                  | 19.2 (66.6)                  | 22.8 (73)                    | 23.7 (74.7)                  | 20.1 (68.2)                  | 15.4 (59.7)                  | 9.2 (48.6)                   | 6.6 (43.9)                   | 13.9 (57)                    |
| Mínima mitjana °C (°F)                 | −0.2 (31.6)                  | 0.1 (32.2)                   | 2.4 (36.3)                   | 4.6 (40.3)                   | 8.9 (48)                     | 13.2 (55.8)                  | 14.0 (57.2)                  | 16.1 (61)                    | 13.0 (55.4)                  | 8.9 (48)                     | 4.1 (39.4)                   | 0.4 (32.7)                   | 7.1 (44.8)                   |
| Mínima rècord °C (°F)                  | −14.0 (6.8)                  | −12.3 (9.9)                  | −7.8 (18)                    | −2.7 (27.1)                  | −0.2 (31.6)                  | 5.1 (41.2)                   | 10.7 (51.3)                  | 9.5 (49.1)                   | 2.0 (35.6)                   | −1.0 (30.2)                  | −5.9 (21.4)                  | −11.7 (10.9)                 | −14.0 (6.8)                  |
| Precipitació mitjana mm (polzades)     | 37 (1.46)                    | 29 (1.14)                    | 45 (1.77)                    | 52 (2.05)                    | 62 (2.44)                    | 47 (1.85)                    | 28 (1.1)                     | 53 (2.09)                    | 68 (2.68)                    | 71 (2.8)                     | 73 (2.87)                    | 36 (1.42)                    | 601 (23.66)                  |
| Mitjana de dies de precipitació        | 4                            | 5                            | 6                            | 8                            | 9                            | 5                            | 3                            | 6                            | 7                            | 7                            | 6                            | 6                            | 72                           |
| Mitjana de dies de gelada              | 17                           | 14                           | 11                           | 1                            | 0                            | 0                            | 0                            | 0                            | 0                            | 1                            | 9                            | 20                           | 73                           |
| Humitat relativa mitjana (%)           | 80                           | 74                           | 75                           | 72                           | 71                           | 71                           | 66                           | 69                           | 75                           | 73                           | 76                           | 77                           | 73                           |
| Font: Servei Meteorològic de Catalunya |                              |                              |                              |                              |                              |                              |                              |                              |                              |                              |                              |                              |                              |

### Districtes i barris

#### Districte de Les Comes
- Les Comes
- Les Comes 2

#### Districte Sesoliveres - La Massa
- El Molí Nou
- Sant Jaume Sesoliveres
- Pla de la Massa

#### Districte de Ponent
- Els Set Camins
- Fàtima
- Sant Agustí
- L'Escorxador

#### Districte del Pla de Sant Magí
- El Poble Sec
- El Xipreret

#### Districte de Llevant
- Les Flors
- Montserrat
- Sant Crist
- La Masuca
- La Bàscula

#### Districte Centre
- Xauxa
- La Font Vella
- Santa Caterina
- El Rec

## Història

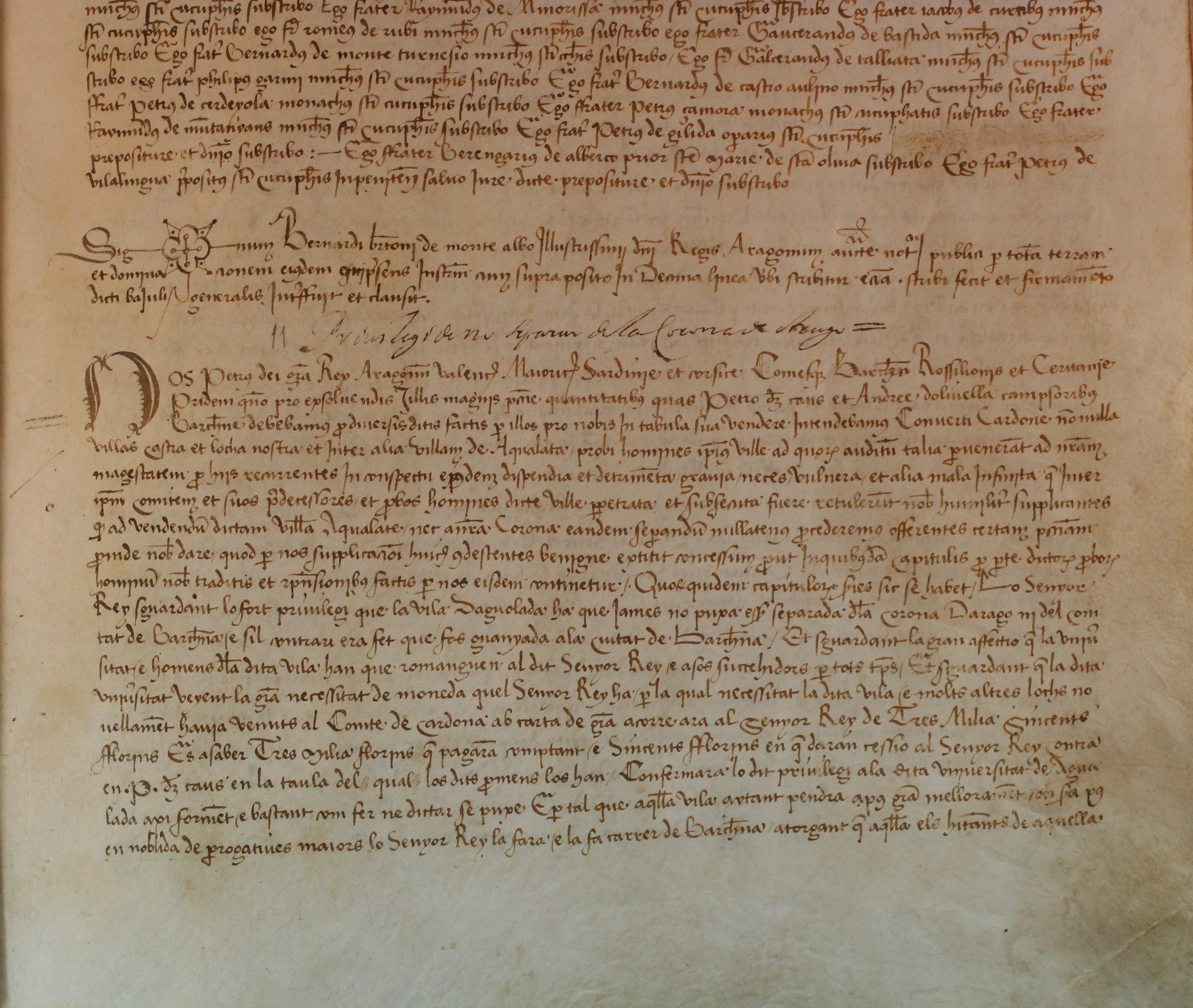
Llibre de Privilegis de la vila d'Igualada. Arxiu Comarcal de l'Anoia.

Igualada neix al voltant de l'any 1000, al marge esquerre del riu Anoia que dona nom a la comarca. El nom d'Igualada prové del llatí aqualata, que ve a significar on el riu s'eixampla, un riu ben aprofitat per proveir d'energia hidràulica els molins.
Té l'origen en una cruïlla de camins, un de militar des de Manresa, a través d'Òdena i Montbui, fins als castells més llunyans del camp de Tarragona, i el camí ral que comunica Barcelona amb Lleida, Aragó i Castella. La seva posició enmig de la Conca d'Òdena, esdevé un lloc de trobada natural també per a la pagesia i afavoreix l'intercanvi i venda de mercaderies.
El primer indici de construcció que tenim de la vila és l'edificació d'una capella el 1003 al costat d'una “mota” o “força”, fortificació de defensa menor. La capella consta com a parròquia l'any 1059.
L'any 1381 Igualada rep el títol de Carrer de Barcelona, quedant sota la tutela de la ciutat de Barcelona i equiparant-se a aquesta en drets, llibertats i prerrogatives. La vila va creixent i, entre els segles XIV i XV es construeixen dues muralles, fins que al segle xviii, la vila s'allarga cap a Soldevila i Capdevila, seguint el camí Ral.
Si bé durant els primers segles de vida, la vila creix a un ritme contingut, pendent d'epidèmies i migracions, fou durant els segles XIX i XX, que Igualada, a més de rebre el títol de Ciutat i de disposar de línia ferroviària, assisteix a una expansió econòmica espectacular. Les indústries de teixits esdevenen les més importants de Catalunya, com també les adoberies de pells, que es mecanitzen i esdevenen el primer centre productor de la península. Gradualment sorgeixen les primeres indústries de gènere de punt assolint una importància cabdal a nivell nacional. Entre els anys 1800 i 1900, la població es duplica fins a arribar als 10.486 habitants. L'any 2005, la població supera els 35.000 habitants, en un terme municipal de vuit quilòmetres quadrats.
AQUALATA, la llegenda de la formació d'Igualada
L'antiga Conca d'Òdena s'estenia en un immens estany d'aigua que conformava la unió de la muntanya del Castell de Claramunt i la muntanya dels Tres Mollons. L'embassament donà nom al riu en aquell indret, Aqualata, que vol dir aigua ampla.
Prop d'aquell estany, en una gran masia sobre el turó d'Òdena, vivia un pagès de molt mal humor i caràcter aspre, tant que tots els mossos que llogava li fugien. L'amo estava tan desesperat que va prometre vendre's l'ànima al diable si aquest l'ajudava. Només dir això, se li presentà el Maligne amb aparença de jornaler i li digué que es faria càrrec de tot, amb la condició que mentre l'amo li manés feina seria el seu servent, però que si aquest no tenia res a ordenar-li el diable li prendria l'ànima per sempre.
Quan arribà el moment que el pagès no tenia res a manar, se li va ocórrer ordenar al diable que dessequés el gran estany que cobria aquella part de la comarca, la qual cosa va executar extraient grans pedres i terres formant un gran terrabastall i tremolor de terres per tota la contrada, que va donar lloc a la formació de la muntanya dels Tres Mollons. Aleshores el propietari ja no va tenir cap més feina a manar-li, i el diable es va emportar la seva ànima a l'Infern. És per això que l'escut de la ciutat té pintades unes aigües a la part inferior en record de quan el lloc era un estany.
Camí de Sant Jaume al seu pas per Igualada
Amb la denominació de Camí de Sant Jaume (en gallec: Camiño de Santiago; en castellà: Camino de Santiago; en occità: Camin de Sant Jacme; en francès: Chemin de Saint Jacques) es fa referència a la ruta que recorren els pelegrins procedents de tot Europa per arribar a la catedral de Santiago de Compostel·la. En forma part el camí que va de Montserrat a d'Igualada, on se sol fer parada després de 24,6 km. Així, avui dia, el Camí de Sant Jaume a Catalunya compta amb l'itinerari que va de Montserrat a Lleida, Saragossa i Logronyo. La ruta més fàcil, més rectilínia i, per això, la més utilitzada actualment a Catalunya.
| 1497 f | 1515 f | 1553 f | 1717  | 1787  | 1857   | 1877   | 1887   | 1900   | 1910   |
| ------ | ------ | ------ | ----- | ----- | ------ | ------ | ------ | ------ | ------ |
| 143    | 161    | 179    | 1.630 | 4.925 | 14.000 | 11.879 | 10.201 | 10.442 | 10.575 |

| 1920   | 1930   | 1940   | 1950   | 1960   | 1970   | 1981   | 1990   | 1992   | 1994   |
| ------ | ------ | ------ | ------ | ------ | ------ | ------ | ------ | ------ | ------ |
| 12.512 | 13.885 | 15.603 | 16.945 | 19.866 | 27.941 | 31.451 | 31.855 | 31.934 | 31.934 |

| 1996   | 1998   | 2000   | 2002   | 2004   | 2006   | 2008   | 2010   | 2012   | 2014   |
| ------ | ------ | ------ | ------ | ------ | ------ | ------ | ------ | ------ | ------ |
| 32.512 | 32.526 | 32.516 | 33.382 | 35.195 | 36.817 | 38.164 | 39.149 | 39.198 | 38.751 |

| 2016   | 2018   | 2020   | 2022   | 2024   | 2026 | 2028 | 2030 | 2032 | 2034 |
| ------ | ------ | ------ | ------ | ------ | ---- | ---- | ---- | ---- | ---- |
| 38.987 | 39.540 | 40.742 | 40.767 | 41.466 | -    | -    | -    | -    | -    |

Brot de coronavirus a Igualada
L'any 2020 la ciutat d'Igualada va viure una forta crisi per la pandèmia del Coronavirus. El 9 de març es van confirmar 5 casos, que van pujar a 20 el dia 11 de març. Per aquest motiu, el Conseller d'Interior, Miquel Buch, va ordenar confinar la Conca d'Òdena com a mesura per contenir l'expansió de la malaltia. Aquest confinament va aixecar-se el 6 d'abril, ja que es va considerar que s'havia estabilitzat el brot. A data de 28 de juny, un total de 120 igualadins i igualadines van morir com a conseqüència d'aquesta malaltia.

## Llocs d'interès

### Museu de la Pell d'Igualada i Comarcal de l'Anoia
El Museu de la Pell d'Igualada i Comarcal de l'Anoia és un dels tres primers d'aquesta especialitat existents a Europa i té els seus orígens l'any 1954. Les col·leccions estan repartides en dos edificis d'Igualada: la fàbrica de Cal Boyer i l'antiga adoberia de Cal Granotes. Des de l'any 1996 és una secció del Museu Nacional de la Ciència i de la Tècnica de Catalunya.
Cal Boyer, també coneguda com a «vapor nova» és una antiga fàbrica tèxtil cotonera de 1897. Conserva dues naus i una xemeneia; cal destacar les columnes de ferro colat a la planta baixa i les encavallades de fusta a les quadres superiors. En aquest espai s'hi pot visitar el Museu de la Pell, on dos àmbits configuren el recorregut expositiu pel món de la pell: la pell en la història, la producció, la utilitat i la significació cultural de la pell en la nostra civilització mediterrània, i un univers de pell que ens acosta a la diversitat dels seus usos i utilitats. També hi ha oberta al públic la secció L'Home i l'Aigua que pretén donar una visió de diferents aspectes del món de l'aigua relacionats amb la nostra societat.
Cal Granotes és una construcció industrial del segle xviii on s'explica l'antic sistema d'adobar vegetalment les pells utilitzat abans de la industrialització. És una de les adoberies més antigues d'Europa i conserva les dues plantes típiques d'una adoberia: la ribera i l'estenedor

### Museu del Traginer
El Museu del Traginer - Col·lecció Antoni Ros és un museu que mostra l'ofici del traginer, l'evolució del transport emprant energies de sang i els diferents oficis relacionats, com els basters, boters i carreters. El museu acull 39 carros i carruatges i 2.175 peces en total, provinents en gran part de la col·lecció creada per Antoni Ros i Vilarrubias. Està situat a tocar del nucli antic de la ciutat, en una masia del segle xviii, propietat de la família Ros, estretament vinculada amb l'Antic Gremi de Traginers d'Igualada.

### Railhome BCN
Railhome BCN és un museu de trens en miniatura i d'objectes relacionats amb el món ferroviari, situat al polígon industrial d'Igualada. En un espai de més de 500 m² s'hi exposa una maqueta ferroviària de 200 m² que recrea perfils d'una ciutat centreeuropea i objectes d'ús real com gorres de caps d'estació, plaques de fabricant, fanals, accions de companyies ferroviàries, fotografies històriques i 3.000 peces de trens en miniatura, entre màquines i vagons.

### Església de Santa Maria
L'església de Santa Maria d'Igualada (1004), coneguda també com l'Església Gran, és el conjunt historicoartístic més important de la capital anoienca. Els primers pobladors d'Igualada es van establir, al voltant de l'any mil, a l'àrea on hi ha l'actual basílica, on es trobava la cruïlla de camins que unien Barcelona amb Aragó i la Catalunya Nova amb la Catalunya Vella. Tot i que els orígens de l'església de Santa Maria es remunten al segle xi, l'actual edifici data bàsicament del segle xvii. Convertida en mercat durant la Guerra Civil espanyola, l'església de Santa Maria va ser restaurada després del conflicte, sota la direcció de l'arquitecte Cèsar Martinell. En va ésser sacerdot d'aquesta església el que més tard seria abat del Monestir de Montserrat dom Gabriel Maria Brasó i Tulla. El 1949 Santa Maria va obtenir de Pius XII el títol de basílica menor. Els anys vuitanta se'n va portar a terme la darrera reforma, que va ser inaugurada el 1990. Els elements que configuren l'església són el resultat de diferents etapes constructives i, per tant, responen a diverses influències estètiques. Actualment hi ha una exposició permanent d'art religiós, coneguda amb el nom de Fulgentia.

### Cementiri Nou

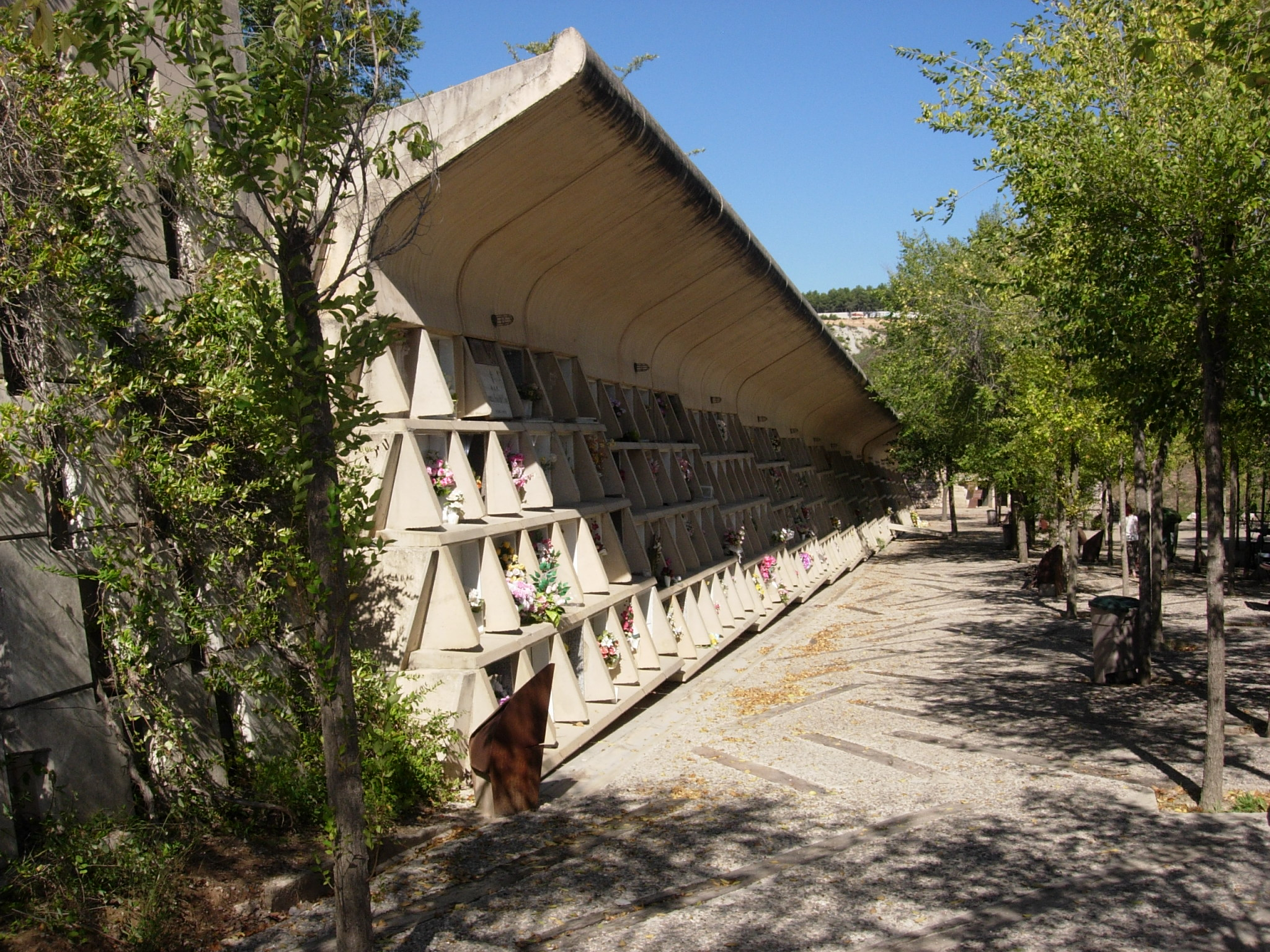
Cementiri Nou d'Igualada

Entre 1985 i 1994 es construí el Cementiri Nou d'Igualada que va guanyar el premi FAD d'Arquitectura l'any 1992. El cementiri va ser obra del despatx de la parella d'arquitectes Enric Miralles i Carme Pinós. Enric Miralles va morir l'any 2000 a causa d'un tumor cerebral i fou enterrat, seguint la seva voluntat, al cementiri que ell mateix dissenyà.

### Asil del Sant Crist
L'Asil del Sant Crist és un singular edifici que ocupa una illa sencera a l'oest del nucli antic d'Igualada. Tant per les dimensions monumentals, com per l'exuberància arquitectònica, és un dels elements més singulars de la ciutat. La construcció va començar l'any 1931, a partir d'una donació efectuada per les germanes Castells, membres d'una influent família de mecenes locals, relacionada amb la corona. Entre el 1936 i el 1939 la Guerra Civil espanyola va interrompre'n les obres, que no van finalitzar fins a l'any 1941. Actualment és un asil gestionat per les Germanetes dels Ancians Desemparats. L'edifici de respon a un projecte de Joan Rubió i Bellver, deixeble d'Antoni Gaudí. Tot i que les línies bàsiques són pròpies del modernisme, es tracta d'una construcció tardana i eclèctica, que integra diferents formes de l'arquitectura popular i tradicional catalana.

### Claustre de l'Escola Pia
El Claustre de l'Escola Pia es troba ubica la plaça castells, número 10. Es troba al costat de l'IES Escola Pia.

### Edificis modernistes
A Igualada hi ha un bon nombre d'edificis modernistes, incloent habitatges i adoberies industrials, d'arquitectes i mestres d'obres com Joan Alsina i Arús, Ignasi Colomer i Oms, Antoni de Facerias, Modest Feu i Estrada, Isidre Gili i Moncunill, Josep Pausas i Coll, Josep Pujol i Brull, Pau Riera i Galtés, Josep Ros i Ros, Enric Sagnier, Pau Salvat i Espasa i Salvador Valeri i Pupurull, entre d'altres.

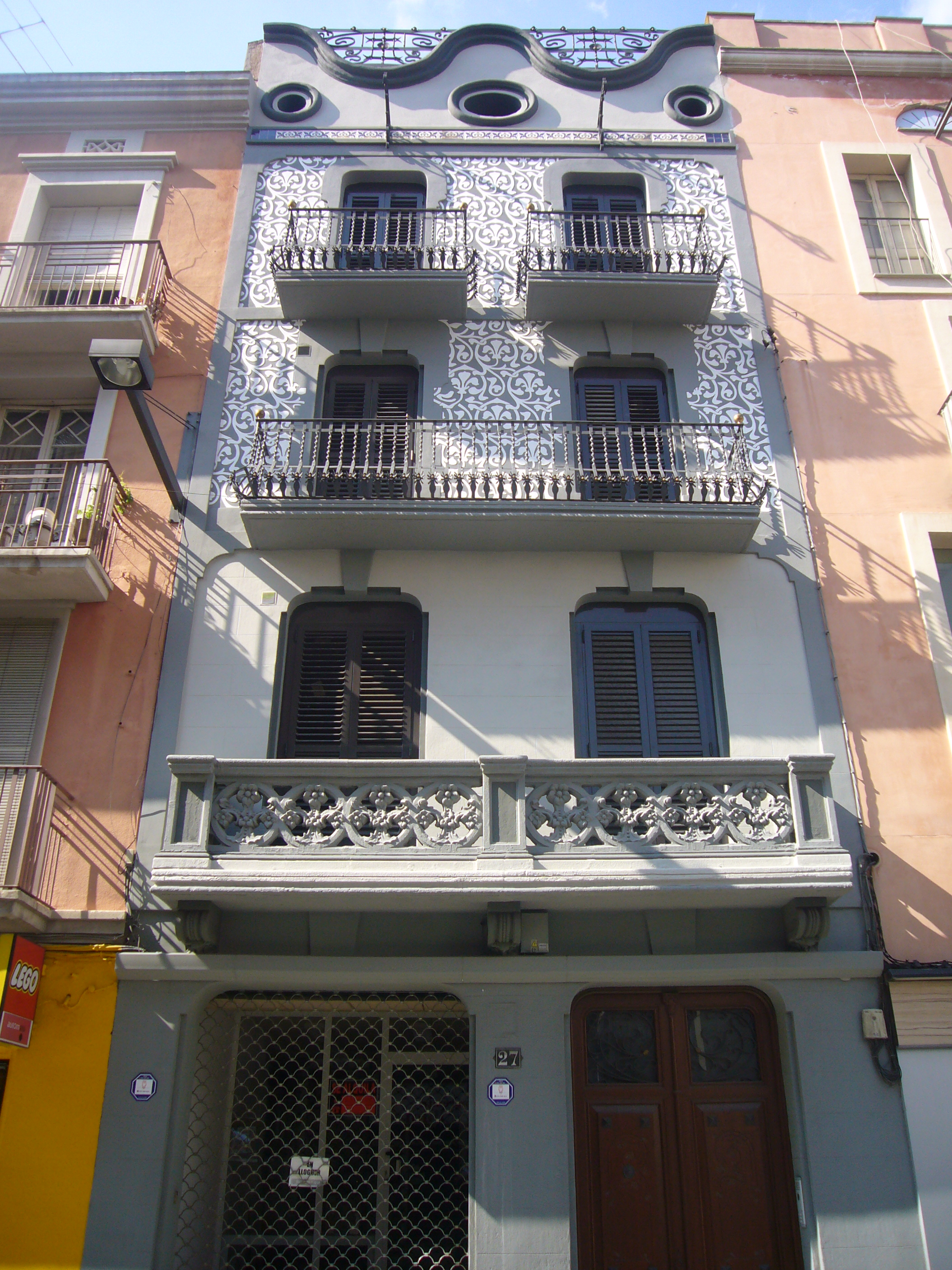
Casa Aleix Gabarró, edifici modernista obra de Pau Riera Galtes i Josep Pujol i Brull (1902)
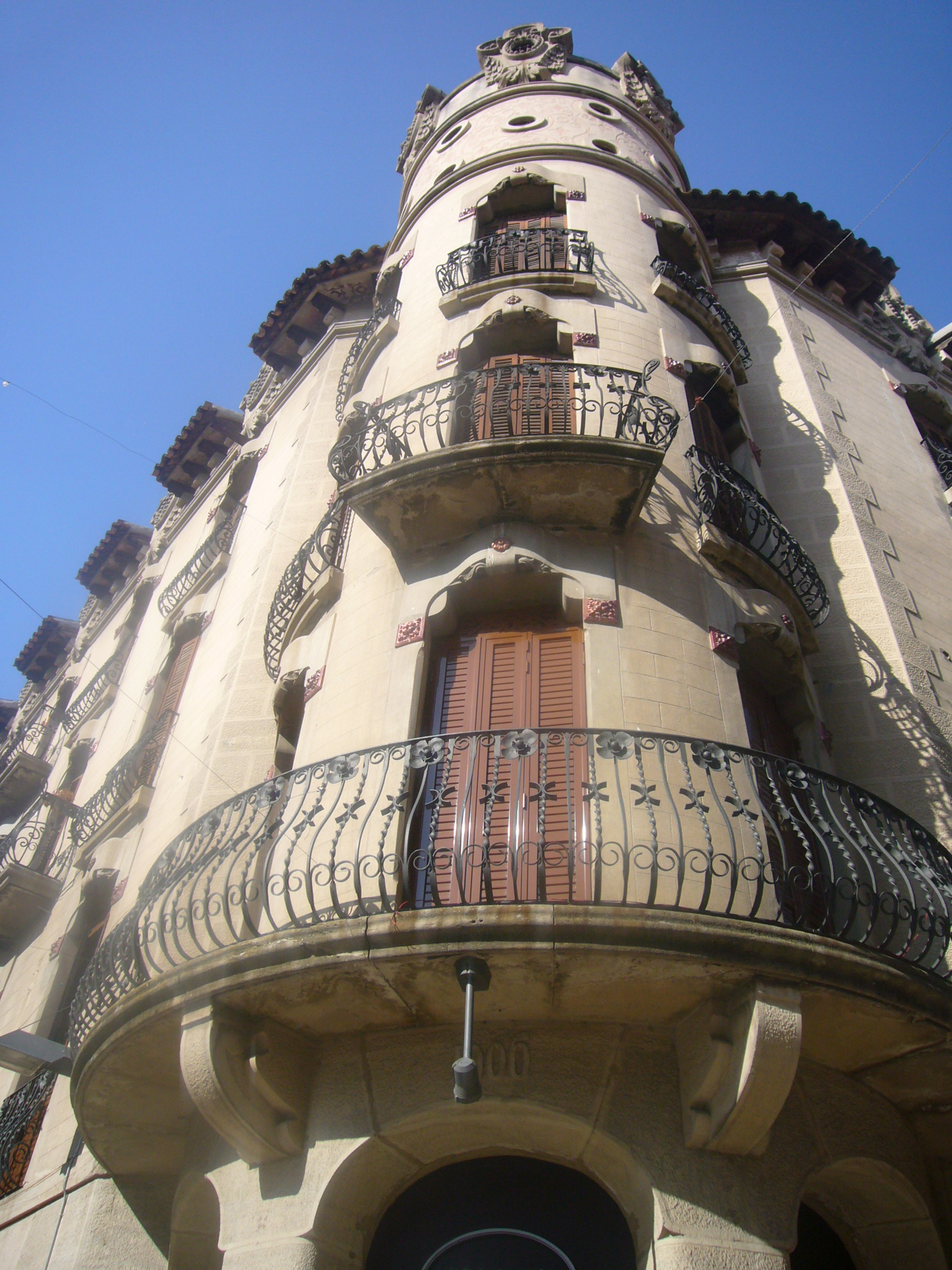
Ca la Mamita (Cal Franquesa), edifici modernista projectat per Isidre Gili (1905)
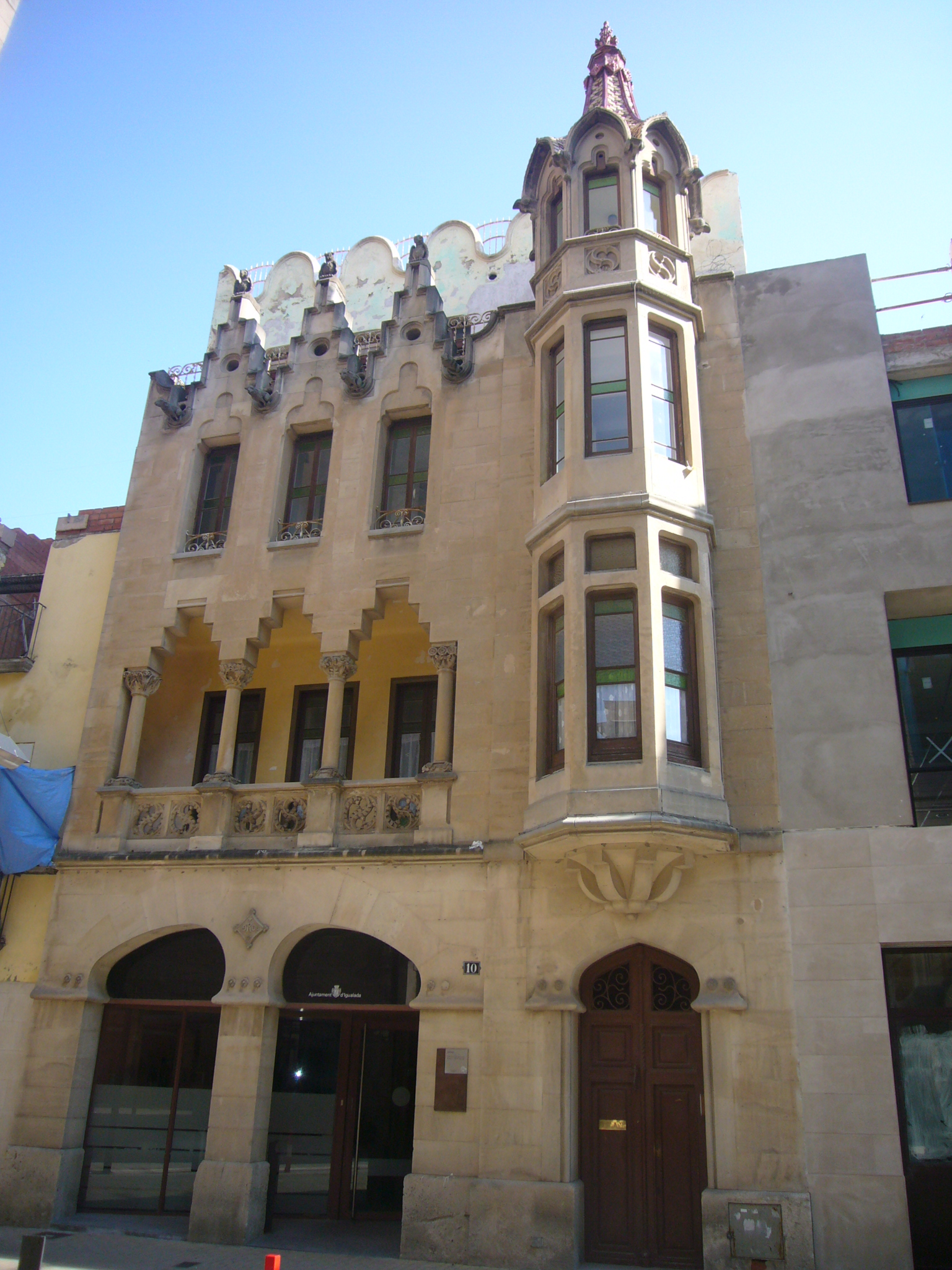
Cal Ratés, edifici modernista, obra de Pau Salvat i Isidre Gili (1908)
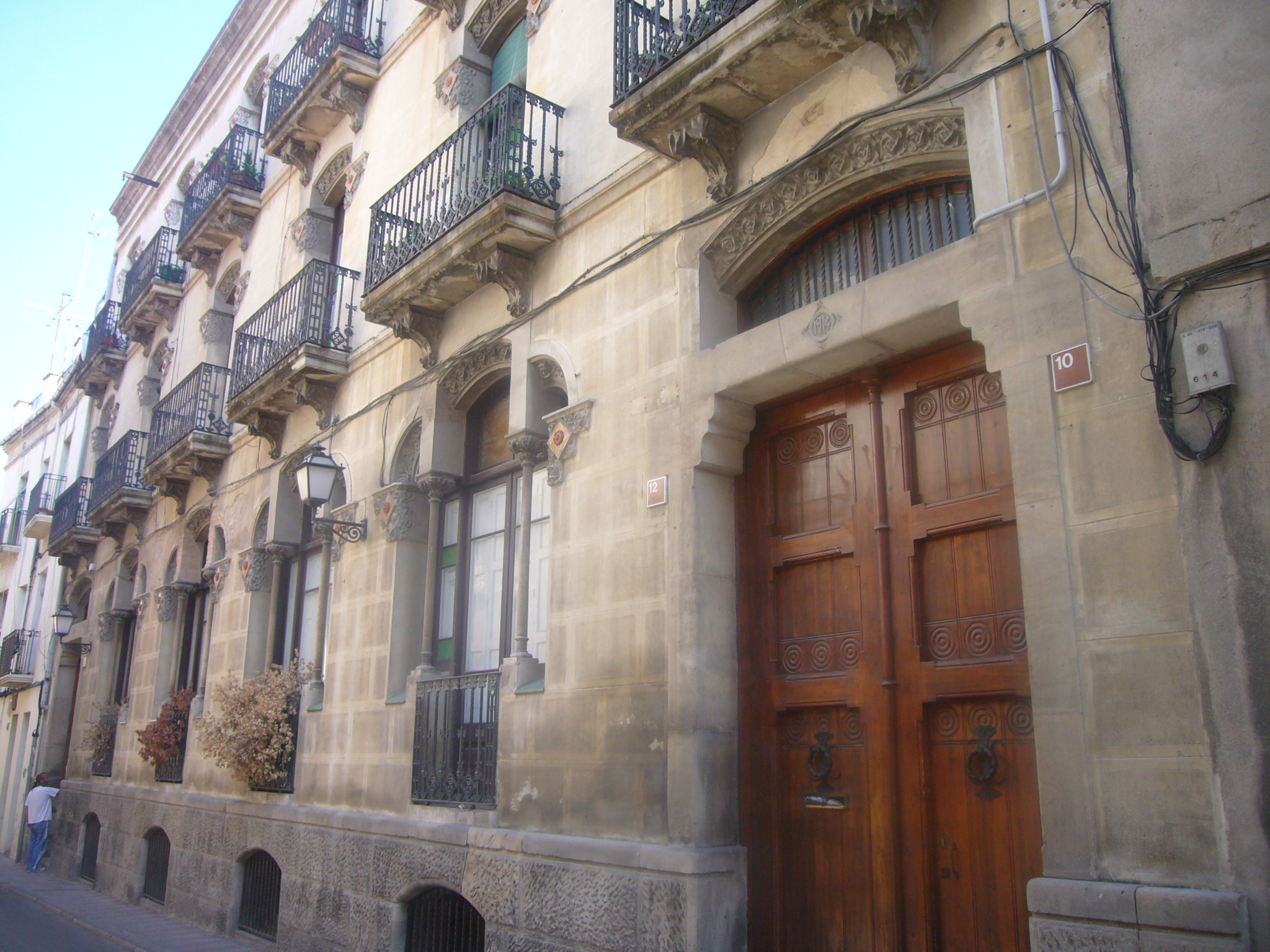
Casa Ramon Vives (Cal Monets), edifici modernista obra de Josep Pausas i Coll (1913)

## Tradicions, fires i festes
- Gener: la Festa dels Reis d'Igualada és la més antiga de Catalunya i la segona més antiga de l'Estat Espanyol, amb referències del seu inici l'any 1895.[14] Es caracteritza per l'espectacular desfilada de la comitiva el dia 5 de gener a la tarda, formada per les carrosses dels tres Reis Mags d'Orient, el patge Faruk[15] i més de 500 patges a darrere, curosament vestits, els quals utilitzen escales de fusta per pujar als balcons dels domicilis i reparteixen els regals per tota la ciutat, lliurant-los directament als nens i nenes.

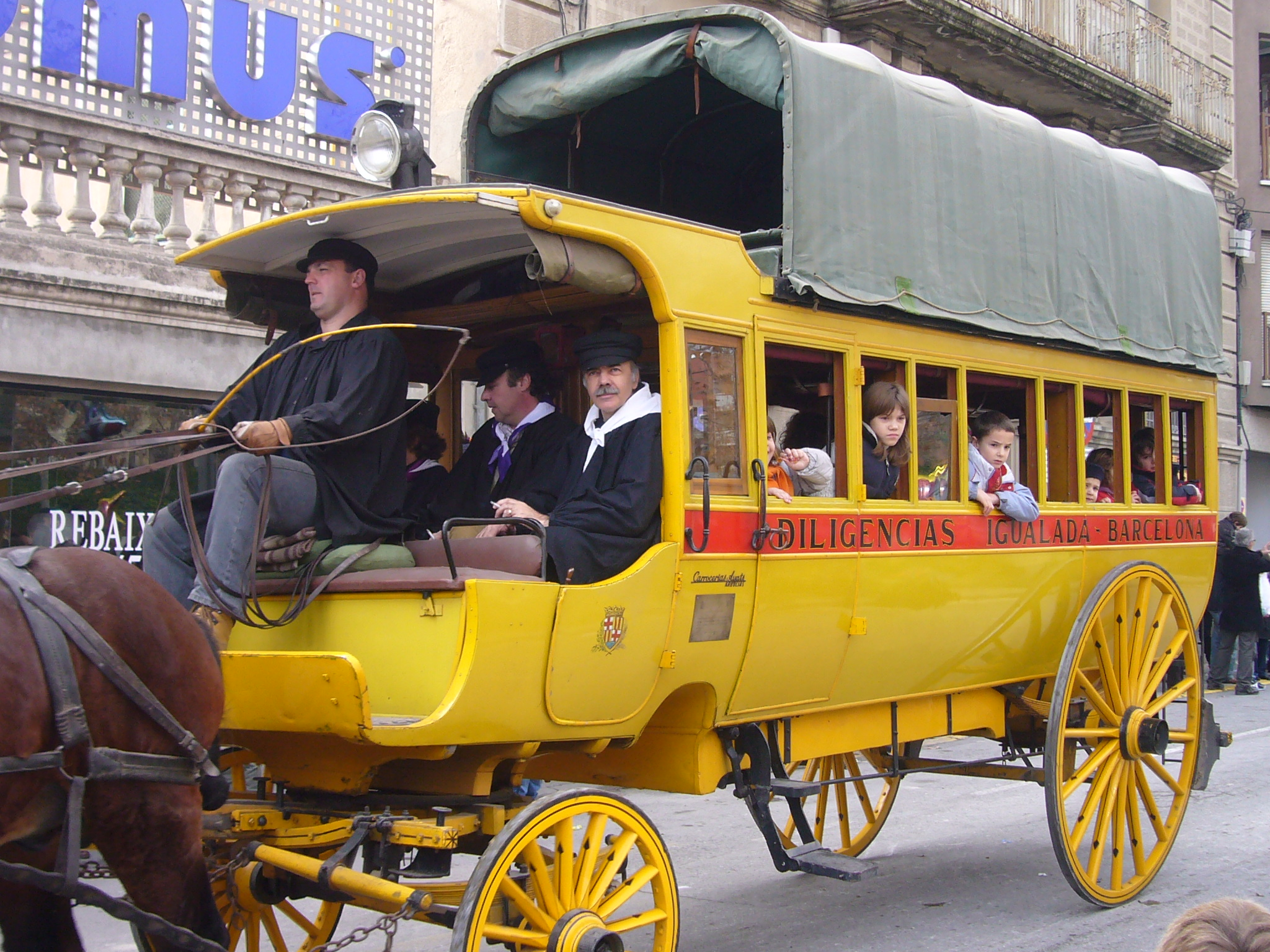
Diligència dels Tres Tombs d'Igualada

- Gener: els Tres Tombs d'Igualada són els més antics de Catalunya duts a terme ininterrompudament des de l'any 1822[16] i exemplifiquen la importància que segueixen tenint les celebracions de Sant Antoni. La transcendència històrica dels traginers de l'Anoia l'han convertit en una diada molt especial, declarada festa d'interès turístic nacional l'any 1981. Destaca la importància de l'Antic Gremi de Traginers d'Igualada i la diligència Igualada-Barcelona.

- Març/Abril: la Festa del Sant Crist d'Igualada se celebra el dimarts de Pasqua. Commemora el miracle succeït el 20 d'abril de 1590 quan es va produir la suor de sang del Sant Crist d'Igualada. Foren testimonis la noia Coloma, la vídua Masarda, Miquel Quadres, Gaspar Sanjust, les declaracions dels quals estan documentades. Es realitza un ofici litúrgic amb presència del bisbe de Vic i una tradicional processó religiosa.[17]

- Març/Abril/Maig: el Festival Internacional d'Orgue és un esdeveniment musical que té lloc entre els mesos de març i maig a la basílica de Santa Maria d'Igualada.[18] Diversos organistes internacionals i locals permeten gaudir de la sonoritat de l'orgue que des del 1758 presideix l'església. El director artístic del festival és l'igualadí Joan Paradell, organista titular de la Basílica de Santa Maria Major de Roma.

- Abril: la Mostra – Fira de teatre infantil i juvenil és la fira catalana de referència en teatre i arts escèniques per a tots els públics,[19] i se celebra al mes d'abril a Igualada des de l'any 1990.[20] L'objectiu de La Mostra és la difusió de les millors produccions catalanes de teatre infantil i juvenil per tal de proveir la programació dels municipis del territori de parla catalana. La Mostra dedica també atenció a una selecció del millor teatre infantil i juvenil de la resta de l'Estat i d'altres àmbits europeus. La Mostra nasqué impulsada pel Moviment Rialles de Catalunya, delegació d'Òmnium Cultural. Des de l'any 1995 és organitzada per la Fundació Xarxa. L'edició de l'any 2009 aplegà 51 companyies, un centenar de representacions i 17.000 espectadors entre públic general i programadors.[19]

- Maig: Aerosport és una fira d'aeronàutica esportiva i corporativa que se celebra anualment des de 1993 a l'Aeròdrom d'Igualada-Òdena General Vives, organitzada per Fira d'Igualada i la Federació Aèria Catalana (FAC), conjuntament amb la Generalitat de Catalunya mitjançant la societat pública Aeroports de Catalunya. És l'única fira de tot l'Estat que està dedicada íntegrament a l'aviació general i esportiva.[21]

- Maig: el tercer diumenge de maig es ecelebra la festa de l'arbre de Maig. La festa consisteix a tallar un pi i transportar-lo a la plaça de l'ajuntament. Allà es realitza un concurs de grimparies on es competeix per ser el més ràpid en pujar a dalt de l'arbre. Tot i que la festa se celebrava des l'època medieval, vers la fi de segle xix la tradició va caure en desús. L'any 2012 es va decidir de recuperar la festa popular.[22]

- Juliol: l'European Balloon Festival és la concentració de globus aerostàtics més important d'Espanya[23] i del sud d'Europa,[24] i se celebra a Igualada cada any durant el mes de Juliol des de 1997.

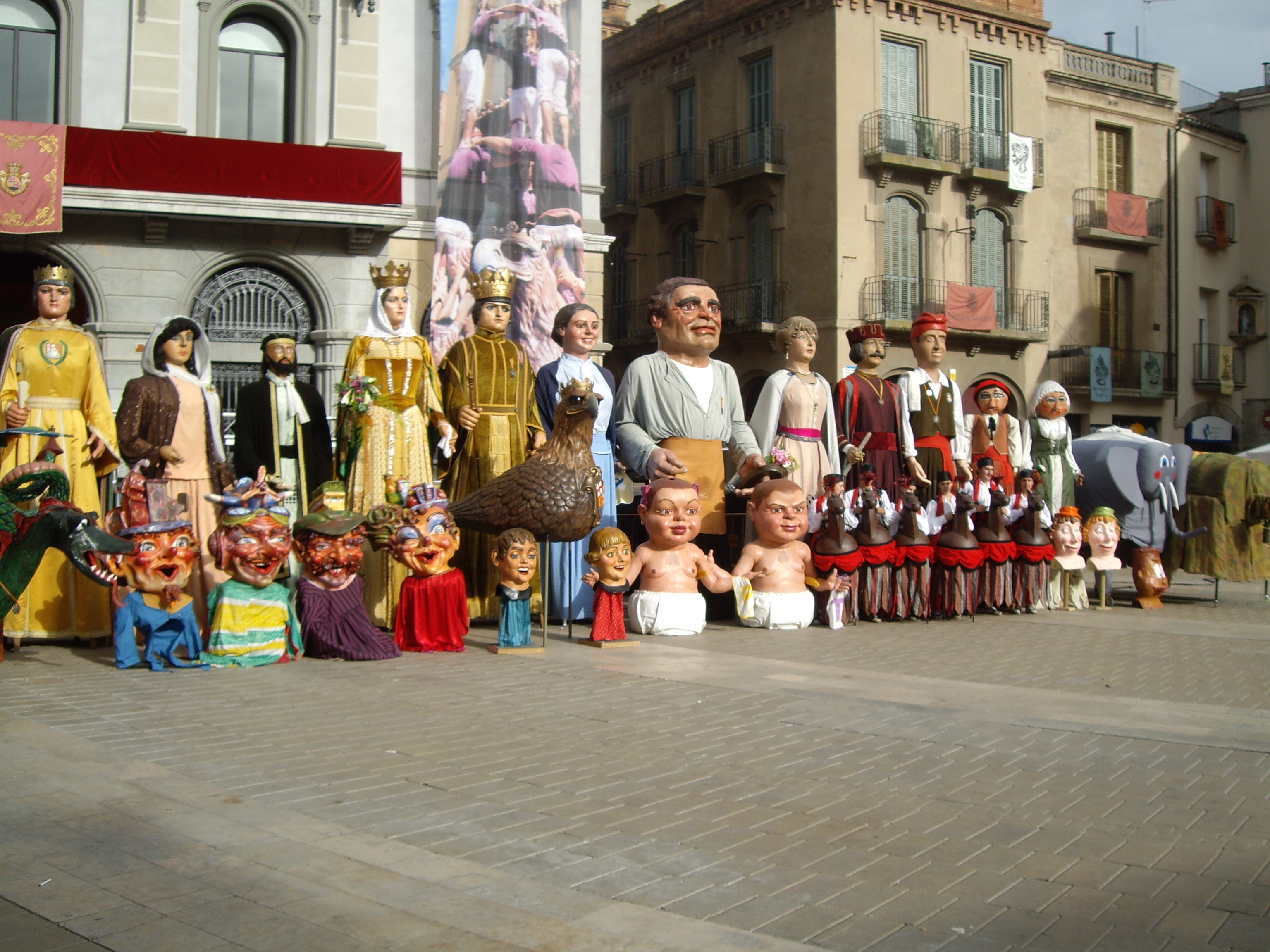
Components del seguici de la Festa Major d'Igualada

- Agost: la Festa Major d'Igualada se celebra en honor de sant Bartomeu apòstol (24 d'agost), patró de la ciutat. Entre les nombroses activitats hi ha teatre infantil i juvenil, visites a edificis singulars d'Igualada, presentació del Salero i el Saleret de la ciutat, homenatge als Bartomeus de la ciutat, lectura del pregó de petits i del pregó dels grans, encesa de la tronada, cercavila del sant, ball de l'Àliga d'Igualada, Ball de Cercolets, esmorzar de forquilla i ganivet, correfocs, tirades populars de bitlles catalanes, sardanes, concert de la Banda de Música d'Igualada, concert de la JOSA, exhibició castellera amb els Moixiganguers d'Igualada i colles convidades, revetlla popular de les cinc places, havaneres i un piromusical final.[25] Als seguicis populars de la festa major hi participen els Gegants d'Igualada (1943), gegants de Sant Ignasi/Xauxa, gegants del Barri del Poble Sec (1950), Àliga d'Igualada (2005), Nanos d'Igualada (1943/2007), el Pinxo i la Iaia (1943/2008), Capgrossos Rufus el Traginer, Petra l'Encantadora, Martingales el Músic i El Mosca l'Aviador (1983), Drac d'Igualada (1981), Víbria d'Igualada (1988), ball de cavallets d'Igualada (1990), ball de bastons d'Igualada (1687/2009) i els diables d'Igualada i la guita de la ciutat, gegants Conxita Teixidora (2002), Tonet Blanquer (2001) i Pia i Tomeu (2005), Drac Mal Llamp (1989), Víbria Jove d'Igualada (2006), Bufarot, petit drac d'Igualada (2003), Guita d'Igualada (2003) i Cavall d'Igualada (2006).[26]

- Setembre: la Fira de Setembre d'Igualada se celebra des de l'any 1954 i està organitzada per Fira d'Igualada.[27] En els seus orígens era una fira agrícola i ramadera d'àmbit comarcal i posteriorment passà a ser multisectorial. Entre les tradicions que se segueixen mantenint hi ha la proclamació de la Pubilla de la Fira i les seves dames d'honor, l'homenatge a la parella d'avis més grans de la comarca, l'ofrena dels fruits del camp i la cercavila amb les parelletes d'hereus i pubilles. Des de 2014 la fira ha passat a fer-se abans de l'estiu.[28]
- Novembre: el cap de setmana més proper al 20 de novembre se celebren les Festes de Sant Faust, la festa major d'hivern recuperada l'any 2007.[29]

## Entitats culturals[30]

### Antic Gremi de Traginers d'Igualada[31]
L'Antic Gremi de Traginers és una entitat que organitza les festes patronals de Sant Antoni a Igualada, entre els diferents actes que s'organitzen cal destacar els Tres Tombs.
Agrupament Escolta La Flama
L' Agrupament Escolta La Flama és un agrupament escolta que des de fa més de 50 anys, desenvolupa la seva tasca d’educació en el lleure i l’escoltisme, per a la transformació de la societat cap a un futur millor. L’agrupament està dins d’Escoltes Catalans, l'associació laica de l’escoltisme català.

### Associació Cultural Dessota[33]
L'Associació Cultural Dessota és una entitat cultural que s'encarrega de la gestió de la imatgeria festiva de l'Ajuntament d'Igualada sense foc, com són els Reis d'Igualada o Gegants de la Ciutat, els Petits Gegants de la Ciutat, el Tonet Blanquer, la Conxita Teixidora, els Gegantons Pia i Tomeu, els Capgrossos Martingales el Músic, Mosca l'Aviador, Rufus el Traginer i Petra l'Encantadora, els Nans Nen, Nena, Iaia, Grouxo, Pinxo i Panxo i l'Àliga d'Igualada, a més compta amb un grup propi de músics.

### Ball de Diables d'Igualada[calcitació]
La Colla de dracs i diables d'Igualada, és una de les diverses colles de la ciutat. És una de les més antigues, juntament amb Mal Llamp i opta pel vessant tradicional de la festa
El 1995, el mateix grup de gent què va recuperar el drac de la ciutat, va creure oportú recuperar la colla de diables. Era un grup compromès amb la cultura tradicional i popular, d'aquesta manera van recuperar una vella tradició amb molta història a la ciutat d'Igualada. La colla ha anat creixent fins a arribar als temps actuals.
Al llarg dels anys la colla de diables ha anat apostant per un estil més tradicional i d'aquesta manera s'han pogut recuperar alguns elements tradicionals, com poden ser els vestits de Llucifer i Diablessa, en aquell moment es va decidir, entre altres propostes, acceptar la presentada per l'igualadina Roser Rubí.
El colors escollits, vermell i negre, així com el disseny i el vestuari de la diablessa foren inspirats en les fotografies del arxiu històric, també s'ha recuperat el tradicional Ball de Diables representat cada dissabte de Festa Major.
L'any 1998 es va constituir el grup de tabalers dels Diables d'Igualada per tal què poguessin acompanyar musicalment als diables durant les seves actuacions, a més a més de ser una part important del Ball de Diables de Festa Major. La primera actuació fou l'any 1998 per la Festa Major.
En el 2007 es va constituir el grup de grallers dels Diables d'Igualada per tal d'incorporar al Drac d'Igualada d'un ball propi, i d'aquesta manera poder acompanyar musicalment al bestiari de foc (drac i víbria) de la ciutat en correfocs i cercaviles. La primera actuació en públic va ser per la Festa Major del mateix any.

### Centre d'Estudis Comarcals d'Igualada (CECI)[34]
El Centre d'Estudis Comarcals d'Igualada (CECI) és una associació que contribueix a estudiar diferents aspectes, centrats en Igualada i la comarca de l'Anoia.
Coral Infantil Els Verdums
La Coral Infantil Els Verdums és una entitat fundada l'octubre de 1971 a la ciutat d'Igualada que aplega cantaires d'entre 3 i 17 anys. Promou la música, el cant i valors, com el respecte, l'equitat i la consciència ambiental i ofereix activitats lúdiques, intercanvis amb altres corals, colònies d'estiu i participació en esdeveniments de la ciutat.

### Coral Infantil Gatzara
La Coral Infantil Gatzara va néixer l'any 1969 a la ciutat d'Igualada i aplega cantaires que tenen entre 3 i 17 anys.

### Federació del Seguici Tradicional Històric d'Igualada (FESTHI)[36]
La Federació del Seguici Tradicional Històric d'Igualada (FESTHI) és una organització cultural centrada en el seguici tradicional històric de la ciutat d'Igualada i que està formada per sis entitats, aquestes entitats participen activament a la tradició festiva popular de la ciutat i són El Ball de Bastons d'Igualada, el Ball de Cercolets d'Igualada, el Ball de Pastorets d'Igualada, el Ball de Sant Miquel i els Diables, els Trabucaires d'Igualada “Els Voladors” i la colla de portadors dels Gegants Vells d'Igualada.

### Grallers d'Igualada[37]
Grallers d'Igualada és un grup de grallers de la ciutat d'Igualada, format per quatre grallers i sis percussionistes.

### Banda de Música d'Igualada
La Banda de Música d'Igualada és una agrupació musical d'Igualada, vinculada a l'Escola Municipal de Música d'Igualada i que va ser fundada al 1940 pel Mestre Joan Just i Bertran.

### Grup Mal Llamp d'Igualada[38]
El Mal Llamp d'Igualada és un grup d'animació especialitzat en correfocs, cercaviles i actes amb foc festiu, que compta amb quatre bèsties de foc, diables amb màscares, el cabró i la diablessa, també disposen d'un grup de músics de percussió i de grallers.

### Moixiganguers d'Igualada
Els Moixiganguers d'Igualada són la colla castellera de la ciutat, fundada l'any 1995.

### Bitrac Dansa[39]
El Bitrac Dansa es un esbart dedicat a investigar, preservar i escenificar les danses tradicionals dels Països Catalans.

## Transports
L'A-2 és la via principal situada al nord que comunica Igualada en cotxe. També al nord hi ha la C-37 que comunica amb Manresa. Al sud hi trobem la C-15 que comunica amb Vilafranca del Penedès. També hi ha connexió amb la Línia Llobregat-Anoia dels Ferrocarrils de la Generalitat, amb l'Estació d'Igualada.
A dos km d'Igualada se situa l'Aeròdrom d'Igualada-Òdena General Vives, que compta amb un projecte per convertir-se en l'Aeroport Corporatiu Empresarial d'aviació privada, amb capacitat per operar amb vols de curta, mitjana i llarga distància, majoritàriament a Europa i Espanya. A l'aeròdrom hi ha l'única fàbrica de globus aerostàtics que existeix a Espanya, i la segona del món per xifra de negocis: Ultramagic.

## Mitjans de comunicació
- Premsa escrita i publicacions
- La Veu de l'Anoia
- Regió7 (el 2009 va tancar l'edició Anoia[41])
- L'Enllaç dels anoiencs[42]
- L'Extra comarcal (es va deixar de publicar l'any 2010)
- Revista d'Igualada

- Premsa digital
- Anoia Diari
- InfoAnoia
- Igualada News

- Televisió i ràdio
- Conca TV (va deixar d'emetre continguts propis el 9 de gener del 2012)
- Canal Taronja
- Televisió Igualada (el 2009 va ser absorbida per 25TV)
- Ràdio Igualada

## Política

### Composició de la corporació municipal

Composició de la corporació municipal entre el 2019 i el 2023.

| Eleccions municipals de 26 de maig - Igualada                                                                                              |                                                   |                                     |                                     |         |          |          |
| Candidatura | Candidatura                                       | Candidatura                         | Cap de llista                       | Vots    | Vots     | Regidors |
| | Junts per Igualada                                |                                     | Marc Castells i Berzosa             | 7503    | 39,02%   | 9 (-2)   |
| | Esquerra Republicana de Catalunya-Acord Municipal |                                     | Enric Conill i Tort                 | 4217    | 21,93%   | 5 (+2)   |
| | Igualada Som-hi                                   |                                     | Jordi Cuadras i Oliva               | 3677    | 19,12%   | 4 ()     |
| | Poble Actiu - Amunt                               |                                     | Neus Carles i Roqué                 | 1973    | 10,26%   | 2 ()     |
| | Ciutadans - Partit de la Ciutadania               |                                     | Carmen Manchón i Villaverde         | 1082    | 5,63%    | 1 (+1)   |
| | Altres candidatures                               |                                     |                                     | 651     | 3,39%    | 0 ( -1)  |
| | Vots en blanc                                     |                                     |                                     | 124     | 0,64%    |          |
| Total vots vàlids i regidors | Total vots vàlids i regidors                      | Total vots vàlids i regidors        | Total vots vàlids i regidors        | 19.227  | 100 %    | 21       |
| | Vots nuls                                         | Vots nuls                           | Vots nuls                           | 75      | 0,39%    |          |
| Participació (vots vàlids més nuls) | Participació (vots vàlids més nuls)               | Participació (vots vàlids més nuls) | Participació (vots vàlids més nuls) | 19.302  | 66,70%** |          |
| Abstenció | Abstenció                                         | Abstenció                           | Abstenció                           | 9637*   | 33,30%** |          |
| Total cens electoral | Total cens electoral                              | Total cens electoral                | Total cens electoral                | 28.937* | 100 %**  |          |
| Batlle: Marc Castells i Berzosa Per ser la llista més votada, després de no haver obtingut majoria absoluta dels regidors (9 de JuntsxIGD) |                                                   |                                     |                                     |         |          |          |
| Fonts: NacióDigital (* No són vots sinó electors. ** Percentatge respecte del cens electoral.)                                             |                                                   |                                     |                                     |         |          |          |

1. ↑  Coalició entre el PSC, Igualada en Comú i Igualada Oberta. L'any 2015 es presentaren com a Socialistes d'Igualada i Decidim Igualada-Entesa.
2. ↑  Respecte els resultats de SI-PSC (3) i Decidim Igualada-Entesa (1).
3. ↑  També hi participà el Partit Popular Català (651 vots, 3,39%)
4. ↑  El Partit Popular Català perdé 1 regidor obtingut el 2015.

### Alcaldes en el període democràtic
| Període                      | Alcalde o alcaldessa                   | Partit polític | Data de possessió     | Observacions                 |
| ---------------------------- | -------------------------------------- | -------------- | --------------------- | ---------------------------- |
| 1979–1983                    | Manuel Miserachs i Codina              |                | 19/04/1979            | --                           |
| 1983–1987                    | Manuel Miserachs i Codina              |                | 28/05/1983            | --                           |
| 1987–1991                    | Manuel Miserachs i Codina              |                | 30/06/1987            | --                           |
| 1991–1995                    | Ramon Tomàs i Riba Jordi Aymamí i Roca |                | 15/06/1991 20/01/1992 | Moció de censura PSC+ERC+ICV |
| 1995–1999                    | Josep Maria Susanna i Domingo          |                | 17/06/1995            | --                           |
| 1999–2003                    | Jordi Aymamí i Roca                    |                | 03/07/1999            | --                           |
| 2003–2007                    | Jordi Aymamí i Roca                    |                | 14/06/2003            | --                           |
| 2007–2011                    | Jordi Aymamí i Roca                    |                | 16/06/2007            | --                           |
| 2011–2015                    | Marc Castells i Berzosa                |                | 11/06/2011            | --                           |
| 2015–2019                    | Marc Castells i Berzosa                |                | 13/06/2015            | --                           |
| 2019-2023                    | Marc Castells i Berzosa                |                | 15/06/2019            | --                           |
| Des de 2023                  | Marc Castells i Berzosa                | Junts          | 17/06/2023            | --                           |
| Fonts: Ajuntament d'Igualada |                                        |                |                       |                              |

## Igualadins destacats
Vegeu llista a Categoria:Igualadins
Esport
- Joan Carles i Colàs (1966), exjugador i entrenador d'hoquei sobre patins, l'únic que ha guanyat lligues espanyoles amb tres equips diferents.
- David Gabaldón i Calzada (1970), exjugador d'hoquei sobre patins de l'Igualada HC i FC Barcelona, amb un palmarès extraordinari de 40 títols.
- Jordi Viladoms (1980), pilot de motos, guanyador d'etapes al ral·li Dakar.
- Laura Orgué i Vila (1986), esquiadora de muntanya, esquiadora de fons i corredora de muntanya.
- Ton Baliu i Piqué (1989), jugador de l'Igualada HC i subcampió del món i d'Europa amb la Selecció Espanyola.
- Sheila Avilés (1993) corredora de muntanya, skyraces.
- Josep Clotet Ruiz (1977) entrenador de futbol de la SPAL (Società Polisportiva Ars et Labor) en Itàlia
- Roger Ferrer Vidal (2002) ciclista sub-23 a la Copa del món de ciclisme de muntanya amb l'equip Massi-Beaumes de Venise
- Cristina Bru Clotet (1997) ciclista subcampiona d'Espanya en la modalitat de pista

Espectacle i teatre
- Teresa Gimpera (1936), model i actriu.
- Lloll Bertran (1957), actriu de teatre, cinema i televisió.
- David Fernández Ortiz (1970), còmic (Buenafuente, La Cubana), intèrpret de Chikilicuatre al festival d'Eurovisió 2008.
- Diana Gómez (1989), actriu de teatre, cinema i televisió (La casa de papel, Valeria, El crac).

Música
- Miquel Jordana i Puig (1875—1940), músic i compositor.
- Joan Just i Bertran (1897–1960), músic, mestre i compositor.
- Francesca Madriguera i Rodon (1900-1965), pianista i compositora.
- Jaume Padrós Montoriol (1926-2007) músic, pianista i compositor
- Jordi Savall (1941), músic i compositor, especialista en viola de gamba i música antiga.
- David Padrós Montoriol (1942-2016) músic, pianista i compositor
- Josefina Rigolfas i Torras (1944-2014) músic, pianista i professora
- Joan Paradell i Solé (1956) músic, organista

Pintura i escultura
- Josep Campeny i Santamaria (1858-1922), escultor.
- Gaspar Camps i Junyent (1875-1942), dibuixant i pintor.
- Amadeu Font i Bernades (1925 - 2013), pintor i ceramista.
- Teresa Riba Tomàs (1962), escultora.

Disseny i Moda
- Frederic Homs,[46][47] dissenyador.
- Sita Murt (1946-2014), dissenyadora de moda i empresària.
- David Valls (1956), dissenyador de moda i empresari.

Mitjans de comunicació
- Joan Maria Morros, cap d'informatius de RAC1 i RAC 105.
- Kílian Sebrià i Marsol, editor del Catalunya Vespre de Catalunya Ràdio.

Política
- Flora Sanabra i Villarroya (1945), diputada de CiU al Parlament de Catalunya a les eleccions del 1984, 1988, 1992, 1995 i 1999, i membre de la mesa del Parlament.
- Antoni Dalmau i Ribalta (1951), expolític i escriptor. President de la Diputació de Barcelona de 1982 a 1987.
- Maria Àngels Chacón i Feixas (1968), consellera d'Empresa i Coneixement des del juny de 2018.
- Marc Castells i Berzosa (1972), batlle d'Igualada des de 2011 i president de la Diputació de Barcelona entre 2018 i 2019.
- Marina Llansana i Rosich (1976), política. Portaveu d'ERC entre el 2004 i el 2008, i diputada al Parlament de Catalunya del 2003 al 2010.
- Alba Vergés i Bosch (1978), diputada al Parlament de Catalunya a les eleccions del 2012, 2015 i 2017, secretària quarta de la mesa del Parlament de gener a maig del 2018 i consellera de Salut des del juny de 2018.
- Maria Senserrich i Guitart (1980) diputada a les eleccions al Parlament de Catalunya de 2010, 2015 i 2017, març de 2018 fou escollida portaveu del Partit Demòcrata Europeu Català.

Altres
- Antoni Franch i Estalella (1778-1855), cap del sometent igualadí durant la Guerra del Francès, i nomenat tinent coronel en acabar la guerra.
- Josep Tous i Soler (1811-1871), caputxí, beatificat el 25 d'abril del 2010.
- Carles Godó i Pié (1834-1897) i Bartomeu Godó i Pié (1839-1894), empresaris i fundadors del diari "La Vanguardia".
- Pere Vives Vich (1858-1938), militar i ministre.
- Joan Tomàs i Rossich (1892-1968), periodista exiliat a Mèxic.
- Joan Mercader i Riba (1917-1989), historiador.
- Josep Mussons i Mata (1925), empresari fundador de Bimbo, vicepresident del FC Barcelona, i membre del Consell d'Administració de la Caixa.

## Agermanaments
- Guimarães (Portugal)
- Lecco (Itàlia)
- Aksakovo (Bulgària)[48]